# Prodecatoma pongamiae
Prodecatoma pongamiae is een vliesvleugelig insect uit de familie Eurytomidae. De wetenschappelijke naam is voor het eerst geldig gepubliceerd in 1953 door Mani & Kurian.